# Gheorghe Zamfir

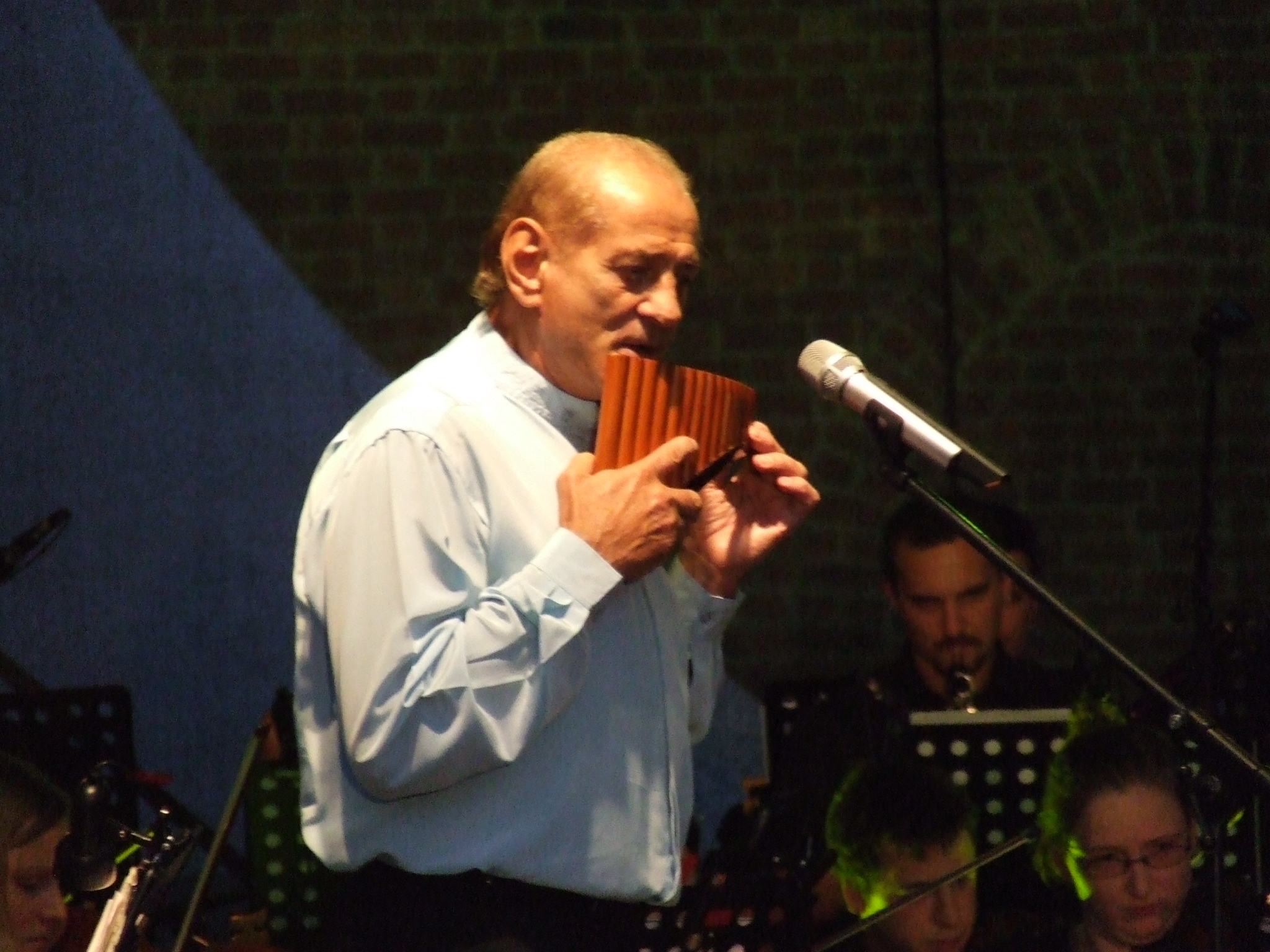
Gheorghe Zamfir

Gheorghe Zamfir, född 6 april 1941 i Gaesti i Dâmbovița, är en rumänsk panflöjtspelare. Han har givit ut 200 skivor, varav 90 har sålt guld eller platina.

## Biografi
Till en början var Zamfir intresserad av att spela dragspel, men vid 14 års ålder började han sina panflöjtsstudier. Han fortsatte sin utbildning vid Bukarests musikhögskola där han var elev till Fănică Luca 1968. 
Zamfir är känd för att spela på en utökad version av den traditionella rumänska panflöjten (nai), från 20 rör till 22, 25, 28 och 30 rör för att öka dess omfång och få upp till nio toner från varje pipa genom att ändra embouchure.
Zamfir upptäcktes av den schweiziska folkmusikforskaren Marcel Cellier som forskat utförligt i rumänsk folkmusik under 1960-talet. Genom tv-reklam annonserades han som "Zamfir, Master of the Pan Flute" och introducerade folkinstrumentet för en modern publik. I USA har hans reklamfilmer setts allmänt på CNN på 1980-talet.
1977 spelade Zamfir tillsammans med dirigenten James Last och hans orkester in The lonely shepherd komponerad av Last själv och låten blev en framgång i stora delar av världen. Hans musik har även hörts på soundtracks i många filmer bland annat i Picnic at hanging rock, Once upon a time in America, Karate Kid: Sanningens ögonblick, Kill Bill Vol. 1 med flera

## Familj
Zamfir bor i Bukarest och undervisar i panflöjt. Han har en son som är bosatt i Montréal i Kanada och som också han är musiker.

## Diskografi i urval
- 19?? Trésors folkloriques Roumains
- 19?? Trésors folkloriques Roumains vol. 2
- 19?? Trésors folkloriques Roumains vol. 3
- 1976 Master of the panflute
- 1976 Gheorghe Zamfir 1
- 1976 Gheorghe Zamfir 2
- 1977 Star für millionen: Gheorghe Zamfir
- 1978 Mit seiner panflöte
- 1980 Classics by candlelight
- 1980 The lonely shepherd
- 1983 Zamfir
- 1984 Atlantis
- 1987 Harmony
- 1988 Beautiful dreams
- 1995 Panflöjtsfavoriter tillsammans med Dana Dragomir
- 1996 Zamfir in Scandinavia
- 1997 Kald Det Kærlighed
- 2000 Feeling Of Romance
- 2001 Eloquence - Magic Of The Panpipes
- 2001 Music from the movies
- 2003 Pan Pipe Dreams
- 2003 Les Triomphes: Flute De Pan
- 2005 Kald Det Kærlighed (alletiders)
- 2005 60 Wereldsuccessen cd-box
- 2006 Flute De Pan Et Orgue
- 2006 Flute De Pan Et Orgue Dubbel-cd
- 2006 Flute De Pan Et Orgue (live)
- 2008 Lamentation Of A Lonely Shepherd